# Fang Fang
Fang Fang (Cinese semplificato 方方), pseudonimo di Wang Fang, (Cinese semplificato 汪芳) (Nanchino, 11 maggio 1955), è una scrittrice cinese divenuta nota per il libro Wuhan - Diari da una città chiusa.

## Biografia
Nata a Nanchino, ha frequentato l'Università di Wuhan nel 1978. Nel 1975 ha iniziato a scrivere poesie e nel 1982 ha pubblicato il suo primo romanzo. Da allora ha scritto diversi libri, alcuni dei quali hanno vinto di premi letterari cinesi a livello nazionale. Il successo a livello internazionale è arrivato con il libro Wuhan Diary, che racconta e documenta le prime fasi della diffusione della pandemia di COVID-19 in Cina.
Durante i lockdown a Hubei del 2020, Fang Fang ha utilizzato i social media per condividere il suo libro Wuhan Diary, che racconta attraverso un resoconto quotidiano la vita nella città di Wuhan durante il lockdown.
La versione in lingua inglese, tradotta da Michael Berry, è stata pubblicata come e-book e audiolibro dalla Harper Collins il 15 maggio 2020 e pubblicata in formato fisico il 24 novembre 2020. È stato tradotto anche in tedesco, francese e italiano.
In Cina Fang Fang ha subito vari critiche per il suo libro, venendo etichettata come "traditrice". A causa di ciò alcune delle sue opere sono state bloccate dalla pubblicazione dal governo cinese.
Il 23 novembre 2020 è stata nella lista 100 Women della BBC.

## Opere
- Wuhan - Diari da una città chiusa

## Riconoscimenti
- Lu Xun Literary Prize 2010